# Bradysia quadrisetosa
Bradysia quadrisetosa är en tvåvingeart som beskrevs av Bischoff de Alzuet och Naijt 1973. Bradysia quadrisetosa ingår i släktet Bradysia och familjen sorgmyggor. Inga underarter finns listade i Catalogue of Life.